# My Ink
My Ink — український альтернативний рок-гурт, заснований у Києві 2009 року. У 2010 гурт випустив дебютний EP «My Ink», до якого увійшли 4 композиції та 2 кліпи до пісень «Не улетай» і «Для тебя».
25 грудня 2010 року було представлено перший сингл: «Киев-Нью-Йорк».
У 2011 році випускають сингл «Картоновый Мир» та дебютний альбом «Vesta».
Починається знімання кліпу «Киев-Нью-Йорк», який був презентований 7 листопада 2011 року. А у 2012 році було презентоване ще одне відео до пісні «Мои друзья».
Наприкінці 2017 року фронтмен Владислав Тесленко заснував хіп-хоп колектив «VODA», який 26 лютого 2018 року презентував дебютну відеороботу до пісні «Кружится».
14 вересня 2022 року гурт повертається після багаторічної творчої паузи з новим синглом «Про нас» в оригінальному складі.

## Жанр
Помітні риси емо та панк-року. Але самі музиканти на само-створених профілях на інтернет-ресурсах відносять себе до виконавців альтернативного року. Також учасники гурту у соц-мережі facebook додали, що вплив на них справили The Used та Blink-182.

## Склад гурту
- Тесленко Владислав — вокал, гітара (2009 — теперішній час)
- Кравченко Олександр — бас (2009—2014 / у 2022-му повернувся до основного складу)
- Сергієнко Дмитро — барабани (2009—2010 / у 2022-му повернувся до основного складу)
- Коробко Олег — семпли / плейбек (2022 — теперішній час)

### Колишні учасники
- Дорош Андрій — барабани (2011—2013)
- Кумаринець Дмитро — барабани (2010—2011)
- Микола Ємець — гітара (2009—2010)
- Шутка Всеволод (Сєва Шутка)  — гітара (2010—2012)

## Дискографія

### Альбоми
| Рік  | Назва    |
| ---- | -------- |
| 2010 | «MY INK» |
| 2011 | «Vesta»  |

### Сингли
| Попередній |

| «Картоновый мир» (2012) | Наступний |

| Попередній |

| «Картоновый мир» (2012) | Наступний |

| Попередній |

| «Картоновый мир» (2012) | Наступний |

| Попередній |

| «Картоновый мир» (2012) | Наступний |

| 2012 — Картоновый мир |
| --------------------- |
|                       |

| 2012 — Звезды |
| ------------- |
|               |

### Кліпи
| Рік  | Назва             |
| ---- | ----------------- |
| 2010 | «72 часа» (промо) |
| 2010 | «Не улетай»       |
| 2010 | «Для тебя»        |
| 2011 | «Киев-Нью-Йорк»   |
| 2011 | «Невеста» (live)  |
| 2012 | «Мои друзья»      |